# Jacques Ricard de Genouillac
Pour les autres membres de la famille, voir Famille Ricard de Genouillac.
Jacques Ricard de Genouillac, dit Galiot de Genouillac, né 1465 au château d'Assier (Quercy) et mort le 15 octobre 1546 au château de Végennes est un seigneur d'Assier-en-Quercy, de Reillanet, de Caune et de Montrichard, baron de Capdenac, et de Foissac, du Plomb et de Lilleu ainsi que grand écuyer de France.

## Biographie
Issu d'une vieille famille de la noblesse quercinoise, les Ricard de Genouillac, il est passé à la postérité principalement en raison du rôle décisif joué par l'artillerie, dont il avait la charge en tant que grand maître de l'artillerie de France, au cours de la bataille de Marignan. Serviteur zélé, il gagna la confiance des rois, qui firent appel à lui en maintes occasions durant sa longue vie. Ses missions d'inspection et ses missions diplomatiques, notamment auprès d'Henri VIII et de Charles Quint, l'amenèrent à parcourir inlassablement les provinces de France et une partie de l'Europe. Personnage influent, habile négociateur et aimant le faste, il accumula les charges et les honneurs sans pour autant s'aliéner durablement les grands du royaume.

### Chronologie
Charges, campagnes, missions
Sous Louis XI :
- page du roi

Sous Charles VIII :

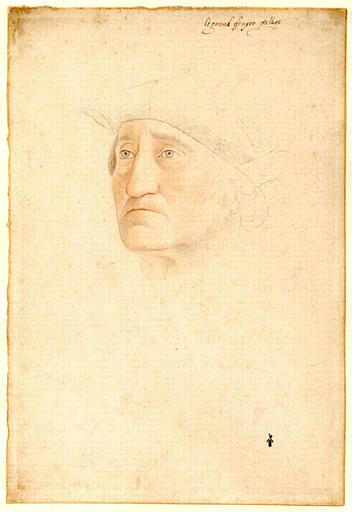
Portrait - école de Clouet

- 1491 - admis parmi les écuyers du roi
- 1492 - grand écuyer du Dauphin ; viguier et juge royal en la ville et viguerie de Figeac
- 1493 - capitaine et viguier du château de Najac, succède à Guinot de Lauzière comme sénéchal d'Armagnac
- 1494 - curateur de Charles d'Armagnac (avec Jean d'Albret)
- 1495 - début de sa participation aux campagnes militaires ; premiers coups d'essai avec une pièce d'artillerie ; il se trouve à la bataille de Fornoue[1]

Sous Louis XII :
- 1498 - capitaine de francs-archers
- 1499 - s'illustre au siège d'Alexandrie
- 1501 - siège de Capoue[1]
- 1504 - capitaine du château de Penne d'Albigeois ; garde et forestier à cheval de la forêt de la Grésigne
- 1506 - participe à la prise de Tirlemont
- 1509 - se distingue à la bataille d'Agnadel
- 1512 :
  - participe à la bataille de Ravenne
  - (16 mai) - maître et capitaine général de l'Artillerie, succédant à Paul de Benserade, tué à Ravenne
  - Défend la place de Bayonne

Sous François Ier :
- 1515 - victoire des armées françaises à Marignan, en grande partie grâce à l'artillerie commandée par Galiot et dotée de 60 canons de bronze
- 1516 - chevalier de l'ordre de Saint Michel[réf. souhaitée]
- 1517 - sénéchal du Quercy
- 1518 - gouverneur des forêts royales en Angoumois Entrevue du camp du Drap d'Or

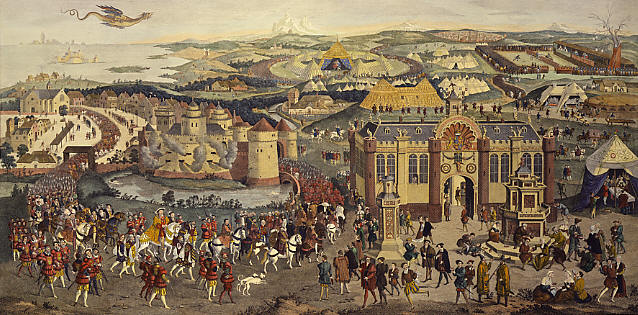
Entrevue du camp du Drap d'Or

- 1520 - organise l'entrevue du camp du Drap d'Or, entre François Ier et Henri VIII d'Angleterre
- 1521 - participe à la campagne contre les Impériaux et au ravitaillement de Mézières[1]
- 18 août 1523 : fait son testament à Lyon
- 1525 - capturé lors de la bataille de Pavie, avec François Ier qui reconnaît avoir tout perdu « fors l'honneur et la vie » ; relâché, il s'emploie à la libération du roi
- 1526 (2 mars) - grand écuyer de France, ce qui le range au nombre des grands officiers de la couronne
- de 1526 à 1530 - négocie le retour de captivité des enfants de France, le dauphin François et son frère Henri
- 1541 (12 août) - lieutenant général de Guyenne
- 1542 - blessé au siège de Perpignan
- 1544 - dirige le siège de Luxembourg où son fils est tué
- 1545 - gouverneur du Languedoc
- 15 octobre 1546, il décède au château de Végennes en Limousin (Corrèze).

## Titres et possessions
Titres
- Chevalier de l'ordre du Roi
- Conseiller du Roi
- Chambellan du Roi
- Sénéchal d'Armagnac
- Sénéchal de Quercy

Titres et possessions
Par héritage, par mariage, par achat ou par cession en récompense de ses hauts faits, Galiot de Genouillac accumule les terres.
- Quercy: 
  - Seigneur d'Acier[1]Château d'Assier

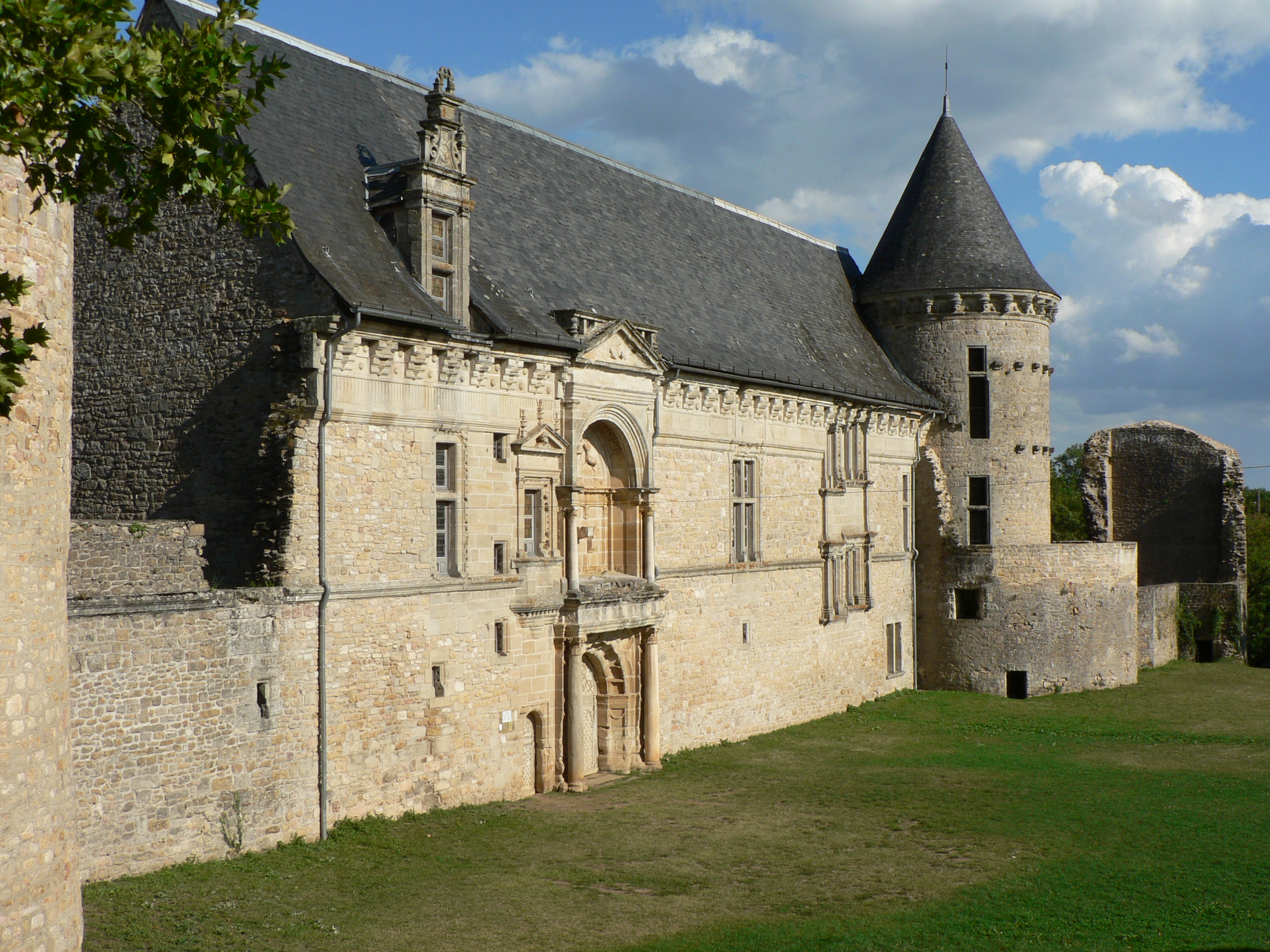
Château d'Assier

    - La plus belle demeure du grand maître est le château d'Assier, dans le Lot. Le manoir, démoli en 1524, fait place, en 1535, à une habitation plus grande, plus confortable et décorée au goût de l'époque. À Assier, il fait également construire l'église, commencée en 1540.

  - Baron de Capdenac
    - Il achète la baronnie de Capdenac,

  - Seigneur de Reillanet et de seigneur de Caune-en-Quercy
    - fiefs et terres de Livernon, Lunegarde, Reillac, Le Bastit, Fontanes, le Bourg, Grèzes, Ginouillac, Lugasso, Fargues, Reilhaguet, Bouyssou et Caniac pour moitié.
- Rouergue : 
  - Baron de Foissac-en-Rouergue
  - Viguier de Figeac
    - À Figeac se trouvait une résidence secondaire du fameux maréchal d'artillerie de François Ier.
- Saintonge : 
  - Lonzac, où il fait construire l'église de la Nativité de la Sainte Vierge, pour servir de tombeau à sa première épouse, Catherine d'Archiac, décédée à l'âge de 29 ans
  - fiefs et terres de Boisseguin, les Rousiers.
- Aunis : 
  - baron du Plomb et baron de Laleu près La Rochelle
    - fiefs et terres de l'Houmeau, le Plomb, LaleuPanneau Histoire de Paris
 « L'hôtel particulier parisien... ».

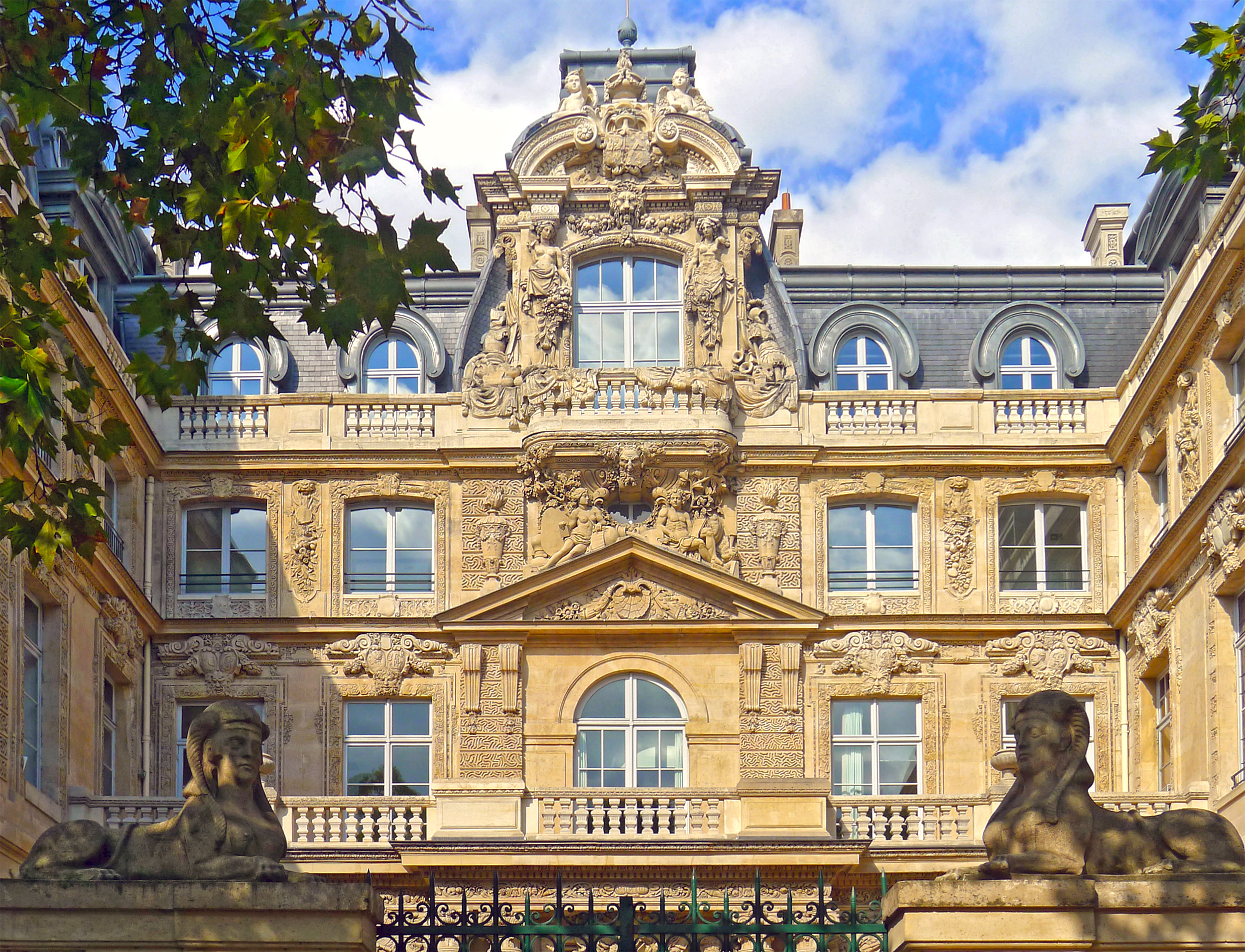
 « ... après Galiot, fin 16è, 17è, puis 19è siècles... ».
- Limousin : 

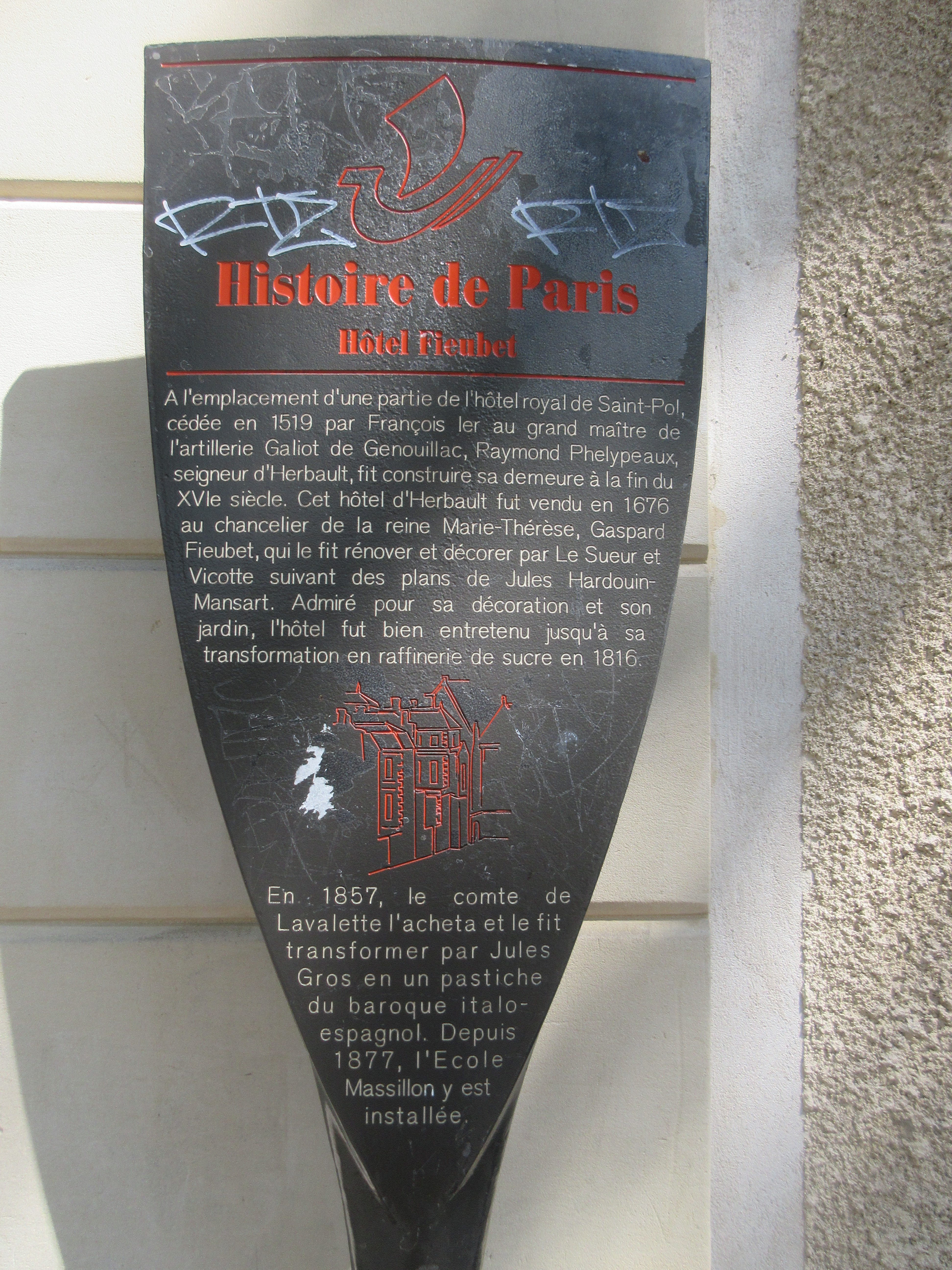
Panneau Histoire de Paris
« L'hôtel particulier parisien... ».

  - fiefs et terres de châtellenie du Chaylar, avec Salviac, le Treuilh et la Chaulme (qu'il fait céder à son fils)
- Poitou : 
  - fiefs et terres de Chizé, don de la duchesse d'Angoulème
- Bailliages de Meaux et du Valois : 
  - fiefs et terres de Puiseux et les Tournelles
- Orléanais :
  - fiefs et terres de Montrichard, la Ferté-Nabert
- Berry :
  - fiefs et terres de Magnet, Presle et Vaux
- Auvergne : 
  -     -       - fiefs et terres de La Queille
- Paris:
  - François Ier lui cède une portion de l'hôtel Saint-Pol qui correspond à l'actuel hôtel Fieubet (ci-contre), et l'hôtel du Petit-Bourbon.
- Lyon :
  - une maison

## Écrits

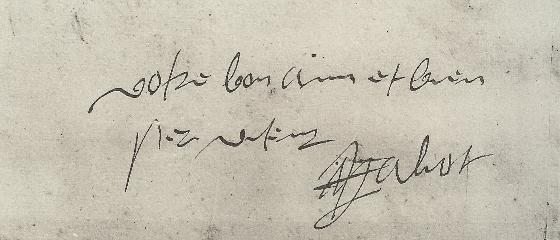
Formule finale et signature de Galiot de Genouillac, dans une lettre à François de La Rochepot

### Devise
GALIOT AIME FORT VNE
Cette devise à double sens rappelle que Galiot ne craint pas de braver le destin (on disait la fortune) mais aussi qu'il était très épris de sa femme, fille du baron de Lonzac, Catherine d'Archiac, décédée en 1514, et pour laquelle il construisit une église à Lonzac où figure cette devise.

### Dicton
Châtillon, Bourdillon, Galiot et Bonneval
Gouvernent le sang royal.
Il s'agit des quatre favoris de Charles VIII :
- Jacques de Coligny, seigneur de Châtillon (+ 1512)
- Philibert de la Platière, seigneur de Bourdillon (vers 1465-1499)
- Galiot de Genouillac
- Germain de Bonneval (vers 1471-1525 à Pavie)

### Chanson
Galliot se y porta si bien

Qu'on ne se scauroit dire combien

Il galla ceste porcherie

Car promptement en mains de rien

Il mist par pieces ce mesrien

Et en fit une ioncherie.
(chanson du Moyne sans Froc)

### Citations
- François Ier dans une lettre à sa mère, au lendemain de Marignan :

« Madame, le sénéchal d'Armignac (sic) avec son artillerie ose bien dire qu'il a été cause en partie du gain de la bataille, car jamais homme ne s'en servist mieux. »
- Louise de Savoie, mère de François Ier, dans son journal, en 1517 :

« Le 23 septembre, le sénéchal Galiot print à femme l'esnée fille de la Cueille, à Orbech en Normandie, à trois lieues de Lisieux. » Elle était dans la région. Peut-être a-t-elle assisté au mariage.
- Brantôme:

« Je me suis fort estonné que nos histoires françoises n'ont plus parlé de M. le Grand Escuyer Galiot qu'ilz n'ont fait; car ç'a esté un très bon et sage capitaine en son temps. »

### Epitaphe
CY DORT CELVI QVI NEVT IAMAIS PROPOS
DE RPOSER EN LA VIE MORTELLE
LES LONGS TRAVAVLX LVY ONT DONNE REPOS
CAR PAR SES FAICTZ SA VIE EST IMMORTELLE

## Iconographie
Dans cet article :
- Gravure de James Besire (1774) représentant l'entrevue du camp du Drap d'Or, d'après une peinture à l'huile du XVIe siècle, en début d'article
- Portrait de Galiot, émail de Léonard Limosin (musée des Beaux-Arts de Limoges, palais de l'Évêché) en début d'article
- Portrait de Galiot, à la mine de plomb rehaussé de sanguine, dans la rubrique « Chronologie »

Autres représentations :
- Portrait de Galiot, au crayon noir rehaussé de sanguine, par l'école de Clouet (Chantilly, musée Condé)
- Galiot de Genouillac - Vitrail (église Saint-Paul, Paris)
- Buste de Galiot, en marbre, réalisé en 1844 par Dominique Mahlknecht (bibliothèque de Cahors)

## Armoiries
Au blason de la famille Ricard de Genouillac, il faut ajouter les ornements extérieurs :
- liés à la charge du grand maître de l'artillerie :

L'écu est soutenu de deux canons adossés sur leur affût au naturel.
- liés à la charge du grand écuyer de France :

De chaque côté de l'écu, une épée d'or, avec fourreau et baudrier semé de France.